# Holzspalter

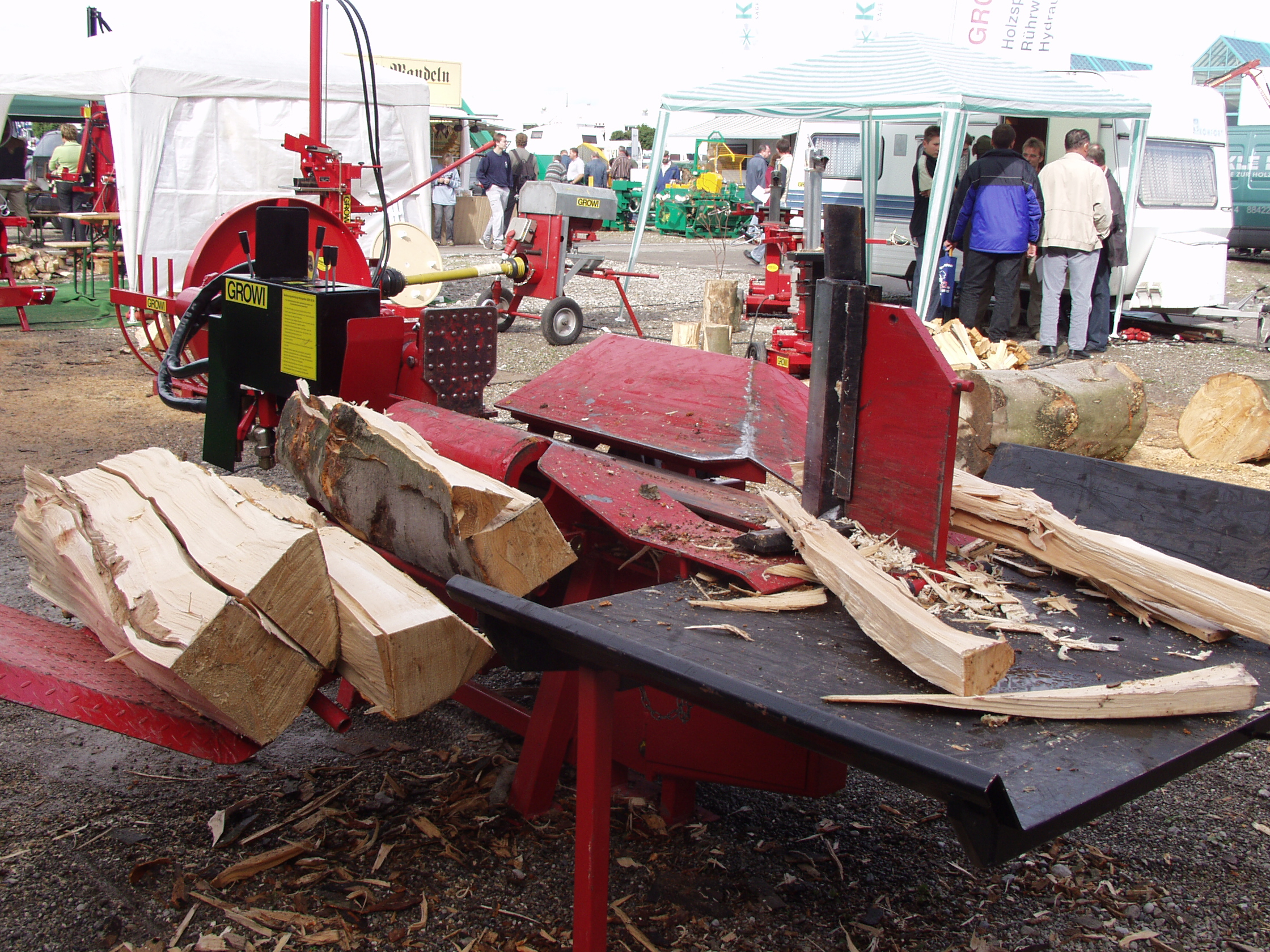
Holzspalter zur maschinellen Zerkleinerung dicker Meterscheite

Als Holzspalter werden Geräte bezeichnet, die zum Aufspalten von Baumstücken in Holzscheite, zumeist zur Verwendung als Brennholz, benutzt werden. Entweder wird dabei das Holzstück gegen einen Spaltkeil gepresst oder der Spaltkeil gegen das Spaltgut. Moderne Holzspalter haben zur Unfallverhütung eine Zweihandauslösung, dennoch ist entsprechende Schutzkleidung angebracht: PSA-Forst.
Die wesentlichen Leistungsdaten von Holzspaltern sind die Antriebsart, die maximalen Abmessungen des Spaltgutes (Länge und Durchmesser), die Spaltkraft sowie die Vor- und Rücklaufgeschwindigkeit.
Mechanisch unterscheidet man zwischen manuellen und hydraulischen Holzspaltern.

## Hydraulischer Holzspalter

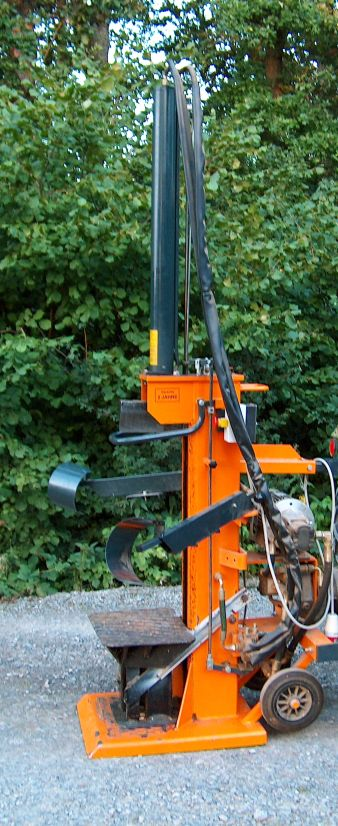
Hydraulisch angetriebener Holzspalter (Hydraulikausgang am Traktor oder eigenem Hydraulikaggregat)

Der überwiegende Teil aller Holzspalter ist mit einer ölbetriebenen Hydraulik ausgestattet. Angetrieben werden diese von einem Traktor mittels Zapfwelle, von einem Elektro- (230 oder 400 V) oder einem Verbrennungsmotor. Eine in diesem Segment ebenfalls bestehende Antriebsart ist jene der Klarwasserhydraulik. 
Die Klarwasserhydraulik unterscheidet sich wesentlich von der Wasserhydraulik. Zwar implizieren beide Begriffe eine durch reines Wasser betriebene Hydraulik. Allerdings besteht der Unterschied darin, dass die Wasserhydraulik mit Wasser vermengten emulsionierten Hydraulikflüssigkeiten angetrieben wird. Bei der Klarwasserhydraulik wird hingegen ausschließlich jenes Wasser verwendet, welches aus der Hausleitung oder der Regentonne kommt.
Im gewöhnlichen Haushalt zur Holzverarbeitung gebräuchlichen Holzspalter werden größtenteils mit einem 230 V Elektromotor betrieben. Der Spaltdruck bei diesen Geräten liegt meist bei rund 6 Tonnen.
Im professionellen Bereich hingegen existieren Holzspalter deren Spaltkraft mit über 40 Tonnen angegeben wird. Teilweise werden auch Säge-Spalt-Kombinationen verwendete, die es ermöglichen, automatisiert meterlange Holzstämme zu verarbeiten. Die Spalter im Profisegment werden mit Stammhebern und Seilwinden ausgestattet.
Die Spaltkraft wird normalerweise in Tonnen (t) angegeben, obwohl im SI-Einheitensystem Newton (N) vorgesehen ist.
Hydraulische Holzspalter gibt es in stehender oder liegender Ausführung sowie in Form von Kombigeräten, in denen das Sägen und Spalten mit einer Maschine möglich ist. Bei größeren Geräten beträgt der Hub über einen Meter, und oft kann der Tisch in der Höhe verstellt werden, um kürzere Stücke schneller spalten zu können.
Kleine Holzspalter aus Baumärkten werden oftmals mit einer Gewindestange statt mit einer Hydraulik angetrieben, um den Kunden eine kostengünstige Alternative anbieten zu können. Darunter leidet jedoch meist die Spaltkraft.

### Holzspalter mit Zapfwellenantrieb
Mit einer Zapfwelle betriebene Holzspalter zeichnen sich dadurch aus, dass sie ohne eigenen Motor betrieben werden. Diese nutzen die Energiequelle eines laufenden Motors, so zum Beispiel jene eines landwirtschaftlichen Nutzfahrzeugs.
Aufgrund der Tatsache, dass sich mit einer Zapfwelle betriebene Holzspalter des Drehmoments eines meist großvolumigen Schleppermotors bedienen, sind die wirkenden Spaltkräfte hoch. Das erlaubt es dem professionellen Anwender auch, besonders langes, dickes und vor allem widerspenstiges Spaltgut ohne größere Probleme zu verarbeiten.
Das wiederum führt dazu, dass Holzspalter dieser Bauform schwerer und kostenintensiver sind.

### Zylinderhub und Spaltgutlänge
Die Spaltkraft eines Holzspalters ist nur ein Leistungsparameter. Werden ausschließlich kurze Stücke für den Kamin benötigt, reicht ein Spalter mit kurzer Spaltlänge bzw. kurzem Zylinderhub. Dies sind überwiegend liegende Geräte, die das Spalten von Holzstücken mit einer Länge von 30 bis 40 cm erlauben. Verfügen diese nicht bereits ab Werk eine Unterkonstruktion, die das Arbeiten auf Hüfthöhe erlauben, ist mittels passendem Untergestells für eine rückenschonende Position zu sorgen. Dafür können alternativ ebenso zwei gut gesicherte und befestigte Böcke mit einer Bohle, auf den der Holzspalter gestellt wird, verwendet werden. 
Holzspalter, mit denen 50 cm überschreitendes Spaltgut verarbeitet werden kann, haben hier den Nachteil, dass durch die längere Strecke die Vor- und Rücklaufzeiten deutlich höher sind. Dies führt zu weniger Spaltzyklen pro Stunde.
Mittlerweile gibt es viele Holzspalter, bei denen sich der Zylinderhub an die Holzscheitlänge anpassen lässt.
Generell lässt sich frischgeschlagenes Holz mit höherer Feuchte leichter spalten als abgelegenes. Bei manchen Hölzern kann es dennoch sinnvoll sein, durch Trocknung an der Luft Trockenrisse erzeugen zu lassen, da sich in diesen der Spaltkeil ansetzen lässt, was wiederum den Spaltvorgang erleichtert. Darunter fallen besonders weiche Holzarten wie Kiefern oder Fichten.

## Kegelspalter

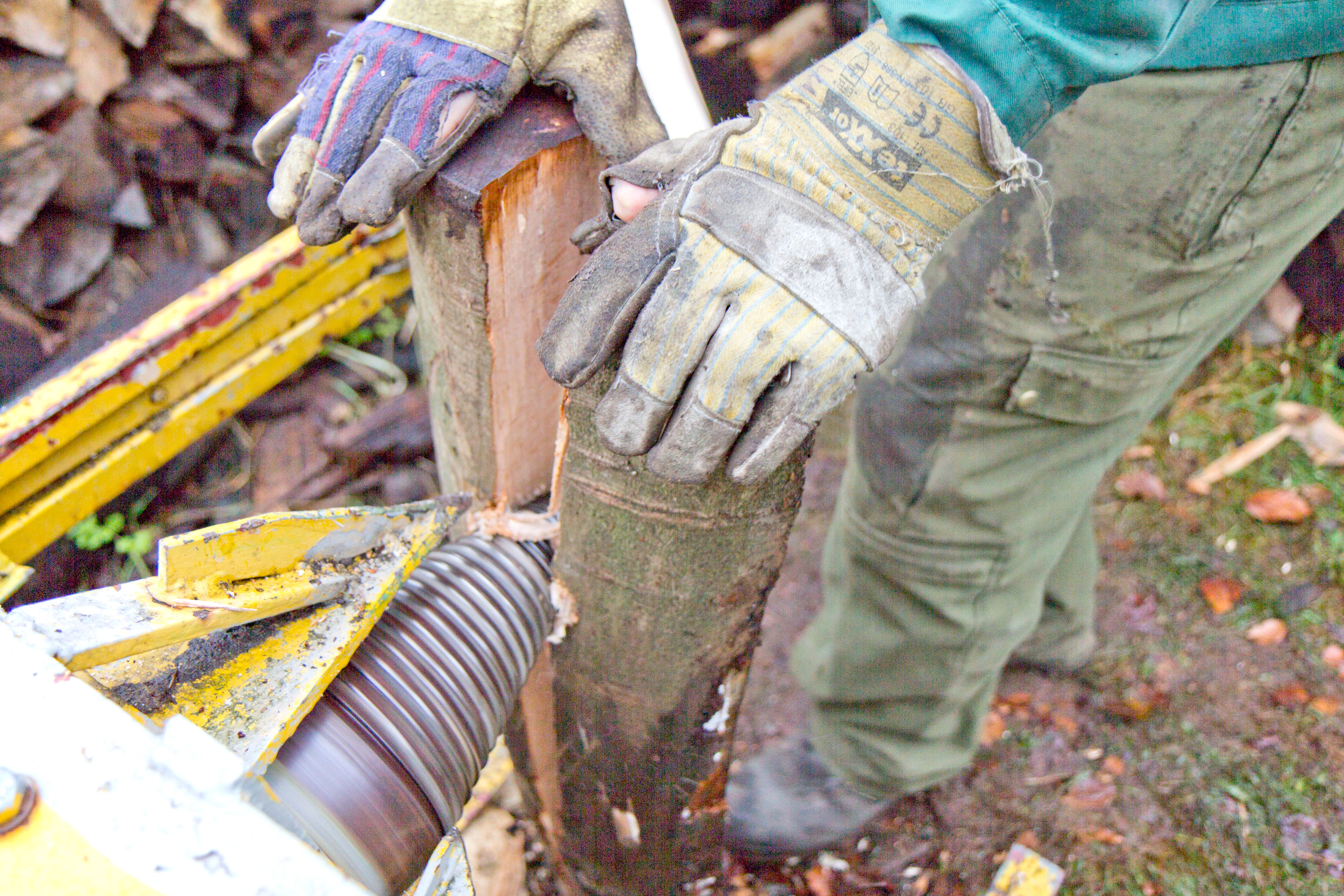
Kegelspalter

Kegelspalter arbeiten mit einem mit Gewindegängen versehenen Kegel aus Stahl, welcher in das Holz hineingedreht wird. Bohrt sich der Kegel in das Holz, spaltet er es, da sich das Holzstück mit dem Gewinde immer weiter auf den breiteren Teil des Kegels „zieht“. Handbediente solche Geräte gelten als gefährlich, da es durch Unachtsamkeit passieren kann, dass sich lose Kleidungsstücke im Bohrkegel verfangen und Körperteile in die Maschine gezogen werden. Für die Betriebe, die Mitglied der Sozialversicherung für Landwirtschaft, Forsten und Gartenbau sind, ist die Nutzung von manuellen Kegelspaltern verboten. Seit 1996 besteht ein Verbot dieser Geräte durch die landwirtschaftlichen Berufsgenossenschaften. Bei Kontrollen wird oft darauf bestanden, dass solche Maschinen sofort zerstört werden und bei Unfällen durch diese Geräte ist mit einem Bußgeld zu rechnen. Es gab auch Kombigeräte mit einem Kegelspalter, der an der Welle einer (Brennholz)-Kreissäge montiert war, sodass mit diesen Geräten Brennholz sowohl gesägt als auch gespalten werden konnte. Solche Geräte wurden früher oft mittels eines Treibriemens über die Riemenscheibe eines Traktors angetrieben und fanden teilweise noch bis in die 1980er Jahre in der Landwirtschaft Anwendung.
Es gibt jedoch Modelle, die an den Kran eines Rückewagens oder an einen Bagger montiert sind und damit in sicherer Entfernung arbeiten. Auch Kegelspalter als hydraulisch angetriebenes Anbaugerät an Frontladern, Minibaggern und anderen Maschinen mit Auslegearm gelten als weniger gefährlich, weil die Beschickung durch Menschen mit der damit einhergehenden Gefährdung entfällt.

## Tragbare Holzspalter
Besonders für den professionellen Einsatz geeignet sind tragbare Holzspalter. Mit ihnen lässt sich Stammholz in beliebiger Lage spalten, vorzugsweise, wenn es am Boden liegt. So müssen die schweren Holzstämme nicht zum Holzspalter transportiert werden. Der Einsatz dieser Geräte wird umso wirtschaftlicher, je härter und dicker die zu spaltenden Stämme sind.
Tragbare Holzspalter wiegen circa 15 kg und können so relativ leicht gehandhabt werden.
Die auf dem Markt befindlichen tragbaren Holzspalter werden hydraulisch angetrieben. Die hydraulische Antriebsleistung stellt entweder ein Forstschlepper bereit oder ein sonstiges verbrennungsmotorisch oder elektrisch angetriebenes Hydraulikaggregat.

## Holzspalten von Hand
Früher war das Spalten mit Spaltkeil, Spaltaxt (Spalthammer) oder Axt die einzige Möglichkeit, großes Holz zu spalten. Auch heute werden diese angeboten; sie haben einen größeren Winkel der Schneide als gewöhnliche Äxte und sind daher besser zum Holzspalten geeignet als diese.
Auch Holzspalter zum Handbetrieb sind bekannt. Dabei wird ein an einer Stange geführtes Gewicht mit 3–4 kg von Hand auf einen ebenfalls auf der Stange geführten Spaltkeil geworfen. Der Spaltkeil ist so angeordnet, dass zwischen Keilschneide und Unterlage ausreichend Platz besteht, um Verletzungen vorzubeugen. Diese Spalter sind wesentlich sicherer als das Spalten mit Spalthammer oder Axt.